# Agrias hewitsonius
Agrias hewitsonius är en fjärilsart som beskrevs av Bates 1860. Agrias hewitsonius ingår i släktet Agrias och familjen praktfjärilar. Inga underarter finns listade i Catalogue of Life.

## Bildgalleri

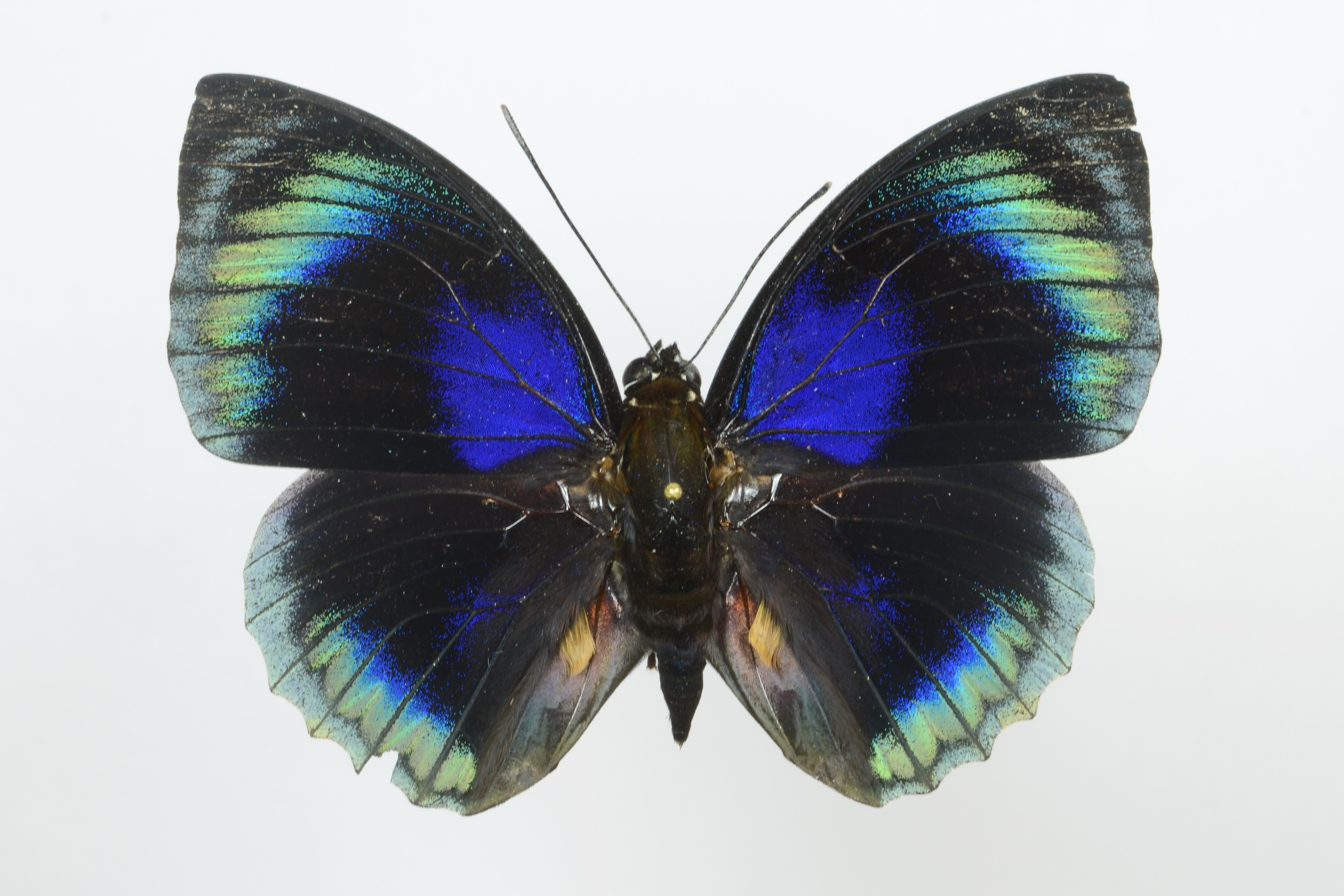
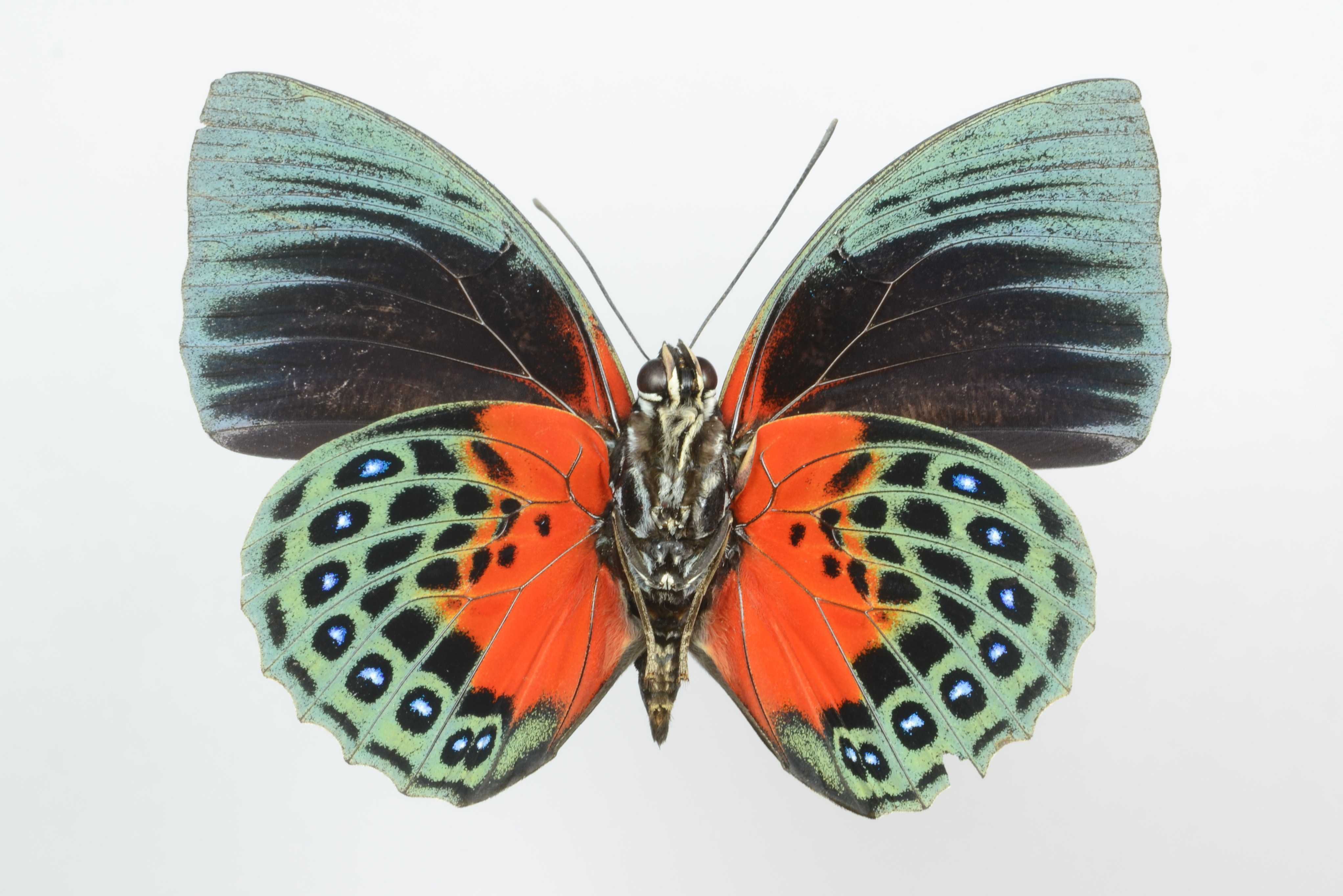
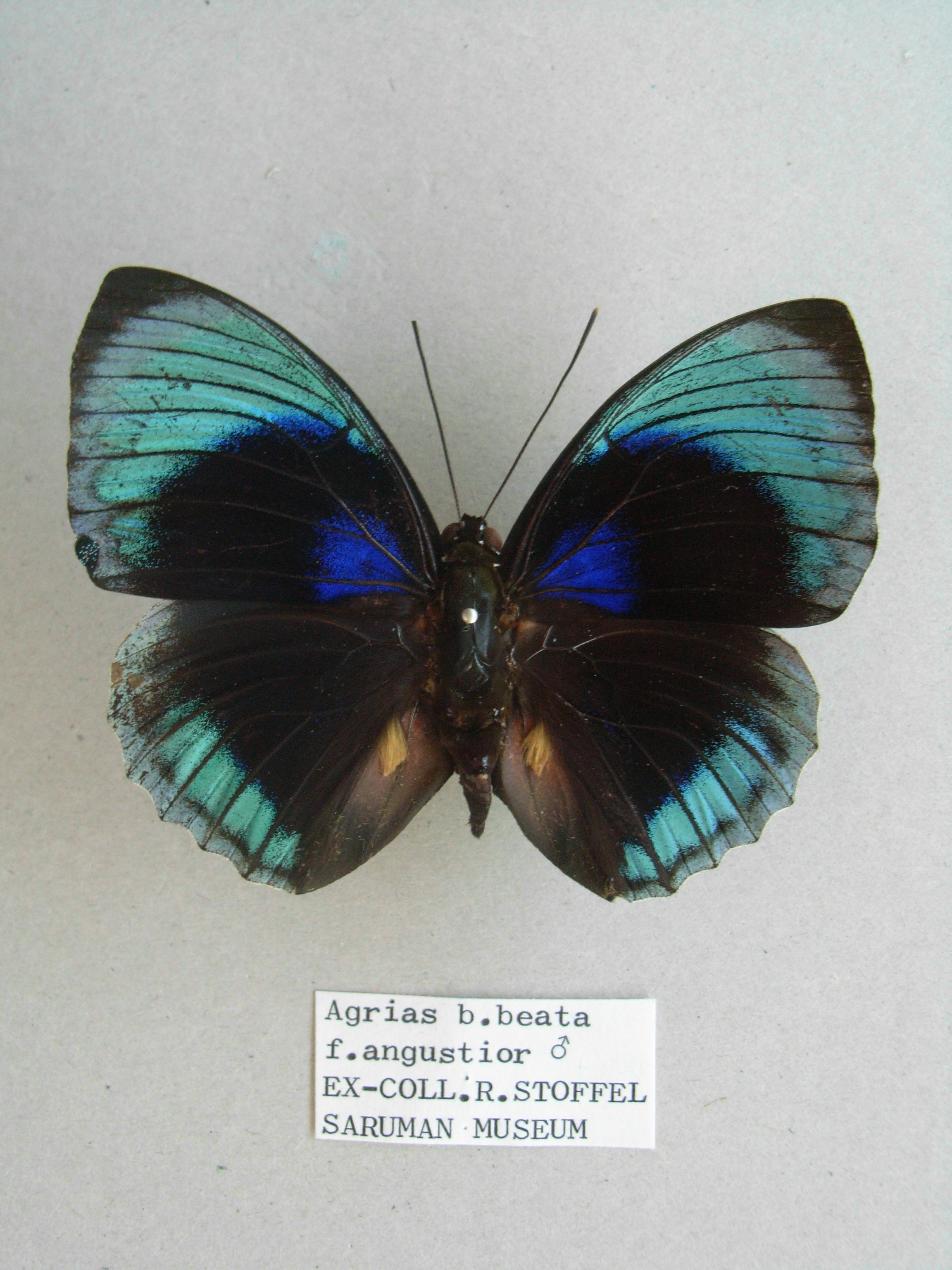
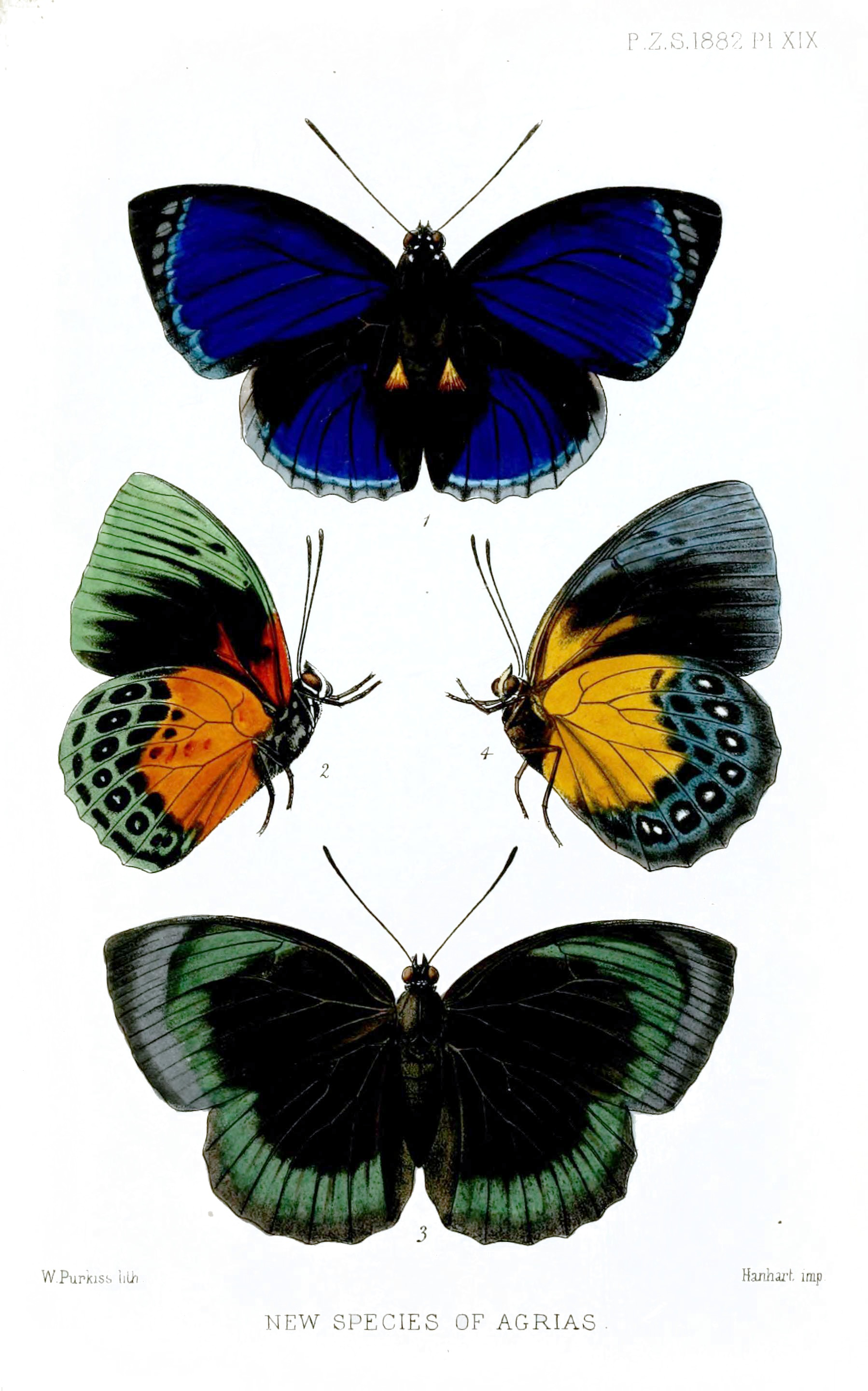
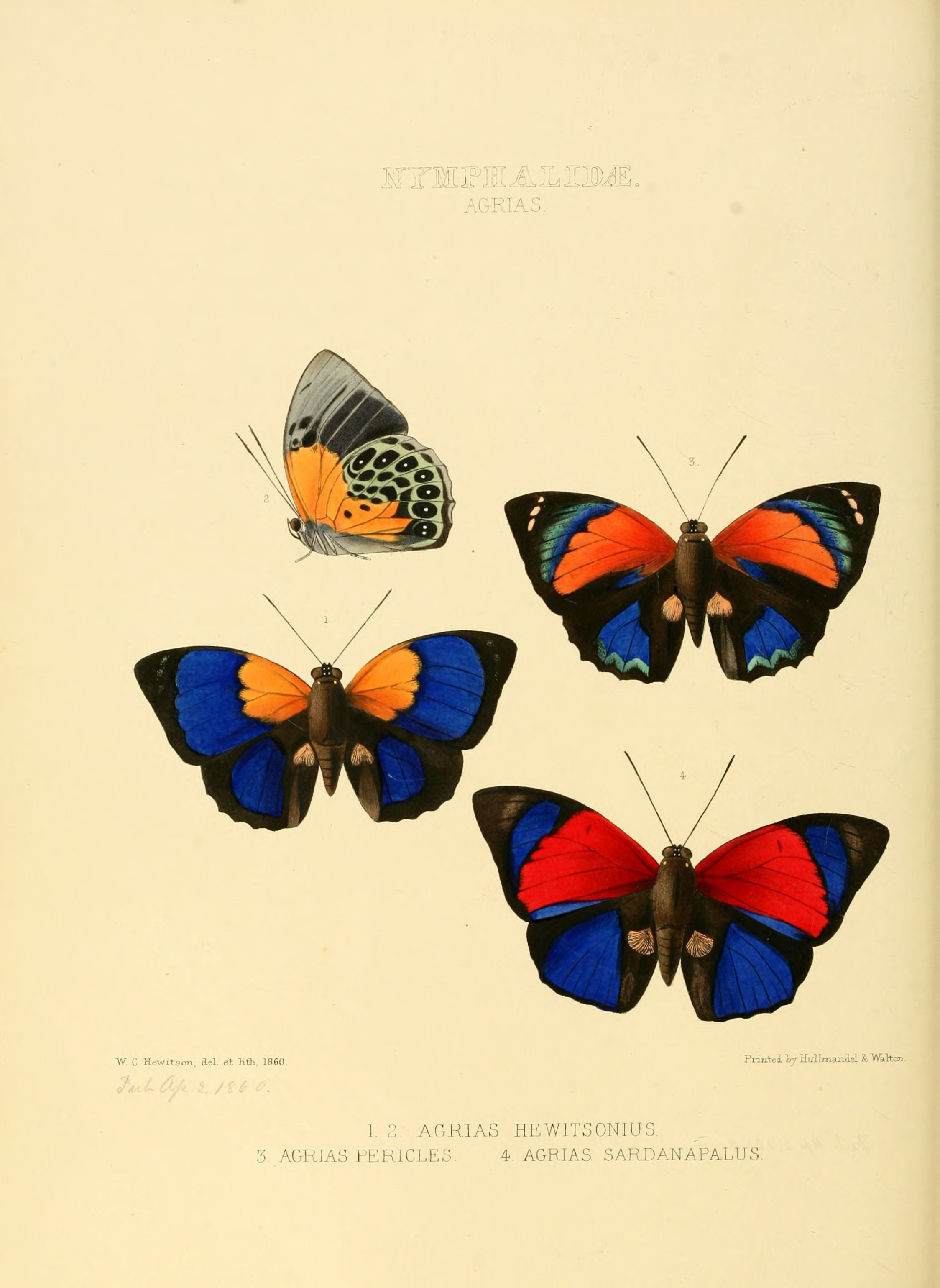
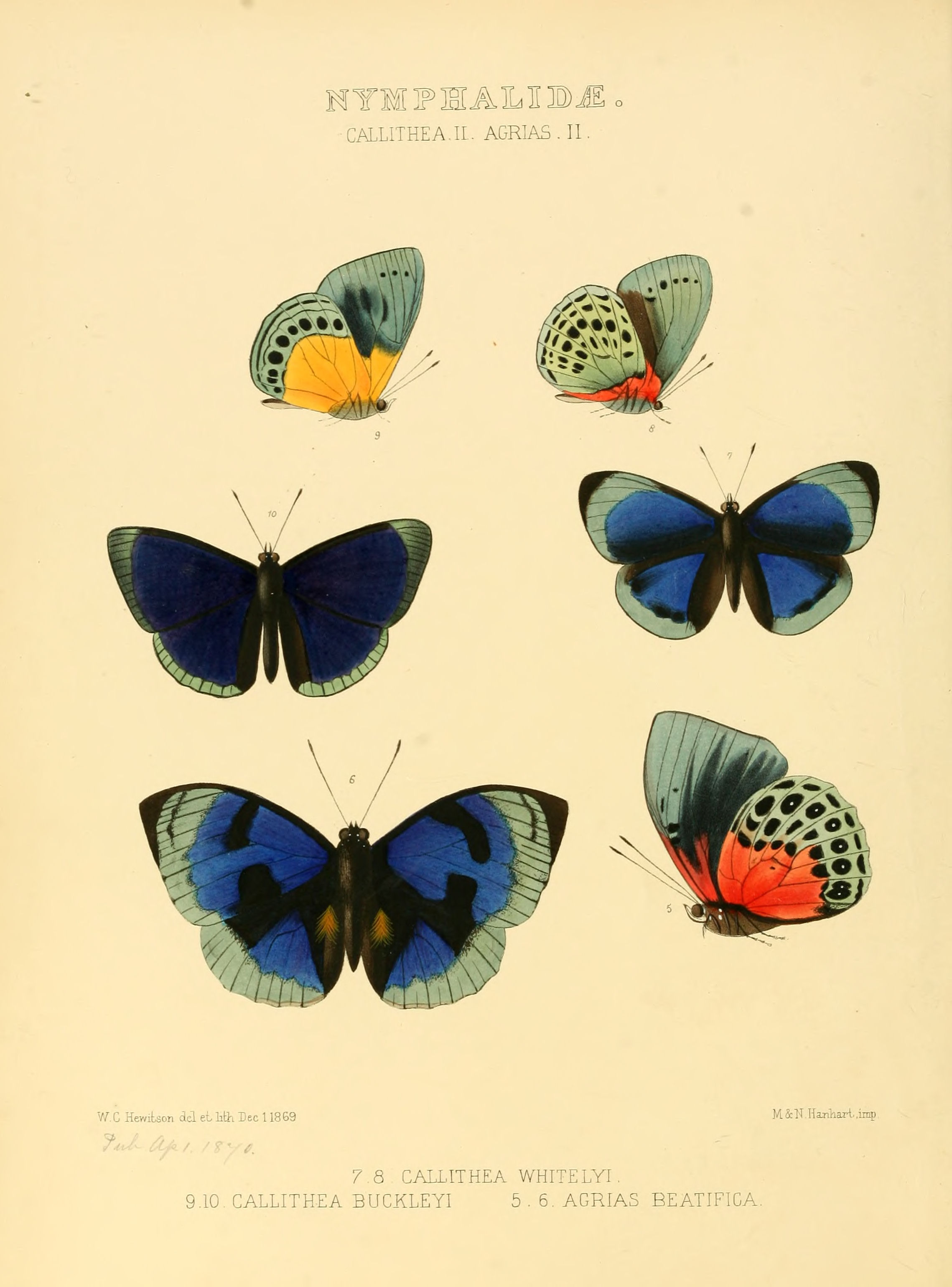